# Wartoise
Wartoise är ett vattendrag i Belgien. Det ligger i den södra delen av landet, 100 km söder om huvudstaden Bryssel.
Trakten runt Wartoise består till största delen av jordbruksmark. Runt Wartoise är det glesbefolkat, med 14 invånare per kvadratkilometer.